# Hubert Niewiadomski
Hubert Niewiadomski (ur. 3 marca 1979 w Siedlcach) – polski przedsiębiorca, informatyk, naukowiec i muzyk. Doktor (Wydział Nauk Ścisłych i Inżynierii, Uniwersytet w Manchesterze), współzałożyciel i prezes zarządu spółki informatycznej Cledar.

## Życiorys
Uczęszczał do I LO im. Bolesława Prusa w Siedlcach do klasy o profilu matematyczno-fizycznym. Został laureatem Ogólnopolskiej Olimpiady Fizycznej. Był stypendystą Krajowego Funduszu na rzecz Dzieci. Otrzymał stypendium Prezesa Rady Ministrów. Odbył studia informatyczne na Wydziale Elektroniki i Technik Informacyjnych Politechniki Warszawskiej. Podczas studiów zajmował się tematyką optymalizacji struktury i uczenia głębokich sieci z zastosowaniem algorytmów heurystycznych teorii grafów. Zaproponował zastosowanie entropii do analizy i optymalizacji struktur sieci neuronowych oraz, na podstawie analogii do mózgu, przewidział przełom funkcjonalny sztucznych sieci neuronowych, gdy moce obliczeniowe osiągną poziom exaFlopów. Dwukrotnie otrzymał stypendium Ministra Nauki. Autor i współautor kilkudziesięciu publikacji o łącznej liczbie ponad 5000 cytowań (indeks h = 30).
Jest współzałożycielem (2009), wiceprezesem (2015-2017) oraz prezesem (od 2018) spółki technologicznej Cledar zajmującej się budowaniem strumieni danych oraz zastosowaniem sztucznej inteligencji w procesach biznesowych. Zajmuje się tworzeniem rozwiązań do przetwarzania danych, budowaniem modeli predykcyjnych z zastosowaniem sztucznej inteligencji, a także zastosowaniem wielkich autoregresyjnych modeli językowych do automatycznego przetwarzania i analityki danych.
W latach 2003-2015 pracował w eksperymencie TOTEM w CERN, gdzie był współkoordynatorem analizy danych. Zajmował się budowaniem infrastruktury zbierania i przetwarzania petabajtów danych, tworzeniem algorytmów do analizy danych, optymalizowaniem pracy detektorów półprzewodnikowych w Roman Potach, analizą Monte Carlo parametrów planowanych scenariuszy eksperymentów oraz modelowaniem pól magnetycznych Wielkiego Zderzacza Hadronów. W 2008 roku uzyskał doktorat na Uniwersytecie w Manchesterze. Zastosował metody uczenia maszynowego do analizy danych w eksperymencie TOTEM:
- nowatorska metoda pomiaru dokładności pól magnetycznych Wielkiego Zderzacza Hadronów[17], która pozwoliła na zmniejszenie o rząd wielkości systematycznych błędów pomiarowych w stosunku do pierwotnego projektu eksperymentu[18];
- modele parametryczne do symulacji transportu protonów w polu magnetycznym Wielkiego Zderzacza Hadronów zastosowane zamiast całkowania trajektorii[15];
- modelowanie błędów położeń detektorów, których dokładność pozwoliła na wysoką precyzję pomiaru przekrojów czynnych zderzeń elastycznych protonów[19] oraz na odkrycie cząstki Odderon[20];
- modelowanie nieliniowych równań transportu protonów w akceleratorze pozwalających na pomiar pędu protonu w zderzeniach nieelastycznych[21].

Równolegle uczył się śpiewu operowego na lekcjach prywatnych początkowo u prof. Romualda Miazgi, a następnie u prof. Katarzyny Zachwatowicz-Jasieńskiej. Jako student Politechniki Warszawskiej był współtwórcą i jednym z pierwszych wykonawców cyklu koncertów Wielka Muzyka w Małej Auli na Politechnice Warszawskiej. W ramach koncertów wykonał m.in. partię solową barytona w Carmina Burana Carla Orffa w 2003 roku oraz recitale arii i pieśni. Następnie odbył studia na Uniwersytecie Muzycznym w Genewie (klasa śpiewu operowego prof. Gillesa Cachemaille i Ave Sikk) i zajmuje się wykonawstwem chorału gregoriańskiego, muzyki dawnej, romantycznej i współczesnej. Uczestniczył w kursach mistrzowskich prowadzonych m.in. przez Alaina Garichota, Ulricha Koella, Irwina Gage, Roberta Tear, Omara Porras, Jean-Paula Fouchécourt i Tona Koopmana. Był dodatkowym organistą kościoła św. Teresy w Genewie i organistą Polskiej Misji Katolickiej w Szwajcarii. Jest organistą Opactwa Benedyktynek w Staniątkach. Prowadzi badania nad znaczeniem alikwotów dla percepcji i wykonawstwa muzyki, zwłaszcza wokalnej.